# Rimouski-Neigette
Rimouski-Neigette ist eine regionale Grafschaftsgemeinde (französisch municipalité régionale de comté, MRC) in der kanadischen Provinz Québec.
Sie liegt in der Verwaltungsregion Bas-Saint-Laurent und besteht aus zehn untergeordneten Verwaltungseinheiten (eine Stadt, eine Gemeinde, sieben Sprengel und ein gemeindefreies Gebiet). Die MRC wurde am 26. Mai 1982 gegründet. Der Hauptort ist Rimouski. Die Einwohnerzahl beträgt 56.650 (Stand: 2016) und die Fläche 2.715,17 km², was einer Bevölkerungsdichte von 20,9 Einwohnern je km² entspricht.

## Gliederung
Stadt (ville)
- Rimouski

Gemeinde (municipalité)
- Esprit-Saint

Sprengel (municipalité de paroisse)
- La Trinité-des-Monts
- Saint-Anaclet-de-Lessard
- Saint-Eugène-de-Ladrière
- Saint-Fabien
- Saint-Marcellin
- Saint-Narcisse-de-Rimouski
- Saint-Valérien

Gemeindefreies Gebiet (territoire non organisé)
- Lac-Huron